# 阿黛尔·雅士提
阿黛尔·雅士提（英語：Adele Astaire，1896年9月10日—1981年1月25日）是一名美国舞蹈家，舞台演员与歌手，弗雷德·阿斯泰尔的独姊。于9岁（1904年）开始从事舞蹈家与雜耍表演者工作后，阿黛尔与弗雷德建立了成功表演生涯。